# Gran Premio Industria e Commercio di Prato 1952
Il Gran Premio Industria e Commercio di Prato 1952, settima edizione della corsa, si svolse il 10 settembre 1952 su un percorso di 233 km, con partenza e arrivo a Prato. La vittoria fu appannaggio dell'italiano Luciano Maggini, che completò il percorso in 5h35'35", alla media di 39,603 km/h, precedendo i connazionali Widmer Servadei e Fiorenzo Magni.

## Ordine d'arrivo (Top 10)
| Pos. | Corridore             | Squadra          | Tempo    |
| ---- | --------------------- | ---------------- | -------- |
| 1    | Luciano Maggini       | Atala-Pirelli    | 5h35'35" |
| 2    | Widmer Servadei       | Bartali-Ursus    | s.t.     |
| 3    | Fiorenzo Magni        | Ganna-Ursus      | s.t.     |
| 4    | Armando Barducci      | Fréjus           | s.t.     |
| 5    | Giovanni Roma         | Bottecchia-Ursus | s.t.     |
| 6    | Giancarlo Astrua      | Atala-Pirelli    | s.t.     |
| 7    | Tranquillo Scudellaro | Legnano          | s.t.     |
| 8    | Alfredo Martini       | Welter           | s.t.     |
| 9    | Antonio Medri         |                  | s.t.     |
| 10   | Elio Brasola          | Bottecchia-Ursus | s.t.     |